# Channon Roe
James Channon Roe, född 27 oktober 1971 i Pasadena, Kalifornien, är en amerikansk skådespelare.

## Filmografi
- Buffy och vampyrerna (ett avsnitt)
- Vampyrernas hemlighet
- Baksmällan del II